# スティーヴ・カレル
スティーヴ・カレル（Steve Carell, 1962年8月16日 - ）は、アメリカ合衆国の俳優、コメディアン、脚本家、映画プロデューサー。

## 来歴
1962年8月16日、マサチューセッツ州コンコードに生まれる。父親は電気関連のエンジニアであった。イタリア、ドイツ、ポーランドの血を引く。学生時代より即興劇団で活動し
、オハイオ州グランヴィルのデニソン大学を卒業後、シカゴのコメディ劇団セカンド・シティに参加。在籍時はいくつかのコメディ劇団との共演舞台に立った。その後、脚本家兼俳優としていくつかのテレビ番組の仕事をする。
彼の名前を最初に広く知らしめたのはコメディ・セントラルのコメディ・ニュース番組『ザ・デイリー・ショー』のレギュラー出演である。1999年より番組にレポーターとして参加し、彼の番組出演は2005年まで続いた。
映画は1991年の『カーリー・スー』でデビュー（この当時のクレジットは「Steven Carell」となっている）。その後はテレビ中心の活動であった。2003年のジム・キャリー主演の『ブルース・オールマイティ』では、ジム・キャリー演じる主人公のライバルのエヴァン役を演じる。2004年にも同じくニュース番組を舞台としたウィル・フェレル主演のコメディ映画『俺たちニュースキャスター』で間抜けなウェザーキャスターのブリックを演じる。フェレルとは翌年の『奥さまは魔女』でも共演した。
2005年、『40歳の童貞男』で主演を務める。脚本と製作総指揮も兼任したこの作品は、2600万ドルの制作費に対し、全米だけでも1億ドルを越える興行収入を稼いだ。また、同年春よりスタートし秋から第2シーズンが開始されたNBCの主演テレビシリーズ『ジ・オフィス』（BBC作品のアメリカ版）もヒット作となり、ゴールデングローブ賞を受賞、彼自身と作品はエミー賞の候補にもなっている。翌年には、アカデミー作品賞にノミネートされた『リトル・ミス・サンシャイン』では、自殺未遂を図ったゲイの叔父という暗い役を演じて高評価を得た。
2009年11月、経済誌『フォーブス』が「アメリカのテレビ界で最も稼いでいる男性」のランキングを発表し、2008年6月から2009年6月までの収入が2,100万ドル（日本円で約18億9000万円）で5位にランクインした。
2011年10月、経済誌『フォーブス』が「テレビ界で最も稼いでいる俳優」のランキングを発表し、2010年5月から2011年5月までで1,500万ドル（日本円で約11億4,000万円）を稼いで3位にランクインした。
2014年公開の『フォックスキャッチャー』で第72回ゴールデングローブ賞主演男優賞（ドラマ部門）、第87回アカデミー賞主演男優賞に初ノミネートされた。

## フィルモグラフィー

### 映画
| 年   | 日本語題 原題 | 役名                                | 備考 | 吹き替え                                    |
| ---- | --- | ----------------------------------- | --- | ------------------------------------------- |
| 1991 | カーリー・スー Curly Sue                                                                                                 | テシオ                              | カメオ出演 | TBA                                         |
| 1998 | ワイルド・スモーカーズ Homegrown                                                                                         | パーティの客                        | クレジットなし | TBA                                         |
| 2003 | ブルース・オールマイティ Bruce Almighty                                                                                  | エバン・バクスター                  | | 岩崎ひろし                                  |
| 2004 | 俺たちニュースキャスター Anchorman: The Legend of Ron Burgundy                                                           | ブリック・タムランド                | | 内田夕夜                                    |
| 2004 | スリープオーバー（DVD題） Sleepover                                                                                      | ジョン・シャーマン                  | 日本劇場未公開 BS題『ちょっぴりオトナになりたくて』 CS題『スリープオーバー/パンツをねらえ!』                                       | （吹き替え版なし）                          |
| 2005 | メリンダとメリンダ Melinda and Melinda                                                                                   | ウォルト・ワグナー                  | | TBA                                         |
| 2005 | 奥さまは魔女 Bewitched                                                                                                   | アーサー叔父さん                    | | 長島雄一                                    |
| 2005 | 40歳の童貞男 The 40-Year-Old Virgin                                                                                      | アンディ・スティッザー              | 兼脚本・製作総指揮 | 島田敏                                      |
| 2006 | リトル・ミス・サンシャイン Little Miss Sunshine                                                                          | フランク・ギンズバーグ              | | 岩崎ひろし                                  |
| 2006 | 森のリトル・ギャング Over the Hedge                                                                                      | ハミー                              | 声の出演 | 石原良純                                    |
| 2007 | エバン・オールマイティ Evan Almighty                                                                                     | エバン・バクスター                  | 日本劇場未公開 | 島田敏                                      |
| 2007 | 無ケーカクの命中男/ノックトアップ Knocked Up                                                                             | 本人役                              | カメオ出演（クレジットなし） | 島田敏                                      |
| 2007 | 40オトコの恋愛事情 Dan in Real Life                                                                                      | ダン・バーンズ                      | 日本劇場未公開 | （吹き替え版なし）                          |
| 2008 | ホートン/ふしぎな世界のダレダーレ Horton Hears a Who!                                                                    | ネッド・マクドッド                  | 声の出演 | 小森創介                                    |
| 2008 | ゲット スマート Get Smart                                                                                                | マックスウェル・スマート            | 兼製作総指揮 | 横島亘（ソフト版） 江原正士（テレビ朝日版） |
| 2010 | デート & ナイト Date Night                                                                                               | フィル・フォスター                  | 日本劇場未公開 | 安原義人                                    |
| 2010 | 怪盗グルーの月泥棒 3D Despicable Me                                                                                      | フェロニアス・グルー                | 声の出演 | 笑福亭鶴瓶                                  |
| 2010 | 奇人たちの晩餐会 USA Dinner for Schmucks                                                                                 | バリー・スペック                    | | 飛田展男                                    |
| 2011 | ラブ・アゲイン Crazy, Stupid, Love                                                                                       | カル・ウェーヴァー                  | 兼製作 | 島田敏                                      |
| 2012 | エンド・オブ・ザ・ワールド Seeking a Friend for the End of the World                                                     | ドッジ・ピーターソン                | | 島田敏                                      |
| 2012 | 31年目の夫婦げんか Hope Springs                                                                                          | バーニー・フェルド                  | | 郷田ほづみ                                  |
| 2013 | プールサイド・デイズ The Way, Way Back                                                                                   | トレント                            | 日本劇場未公開 | 島田敏                                      |
| 2013 | 俺たちスーパーマジシャン The Incredible Burt Wonderstone                                                                 | バート・ワンダーストーン            | 兼製作 日本劇場未公開 | （吹き替え版なし）                          |
| 2013 | 怪盗グルーのミニオン危機一発 Despicable Me 2                                                                             | フェロニアス・グルー                | 声の出演 | 笑福亭鶴瓶                                  |
| 2013 | 俺たちニュースキャスター 史上最低!?の視聴率バトルinニューヨーク Anchorman 2: The Legend Continues                        | ブリック・タムランド                | 日本劇場未公開 | （吹き替え版なし）                          |
| 2014 | フォックスキャッチャー Foxcatcher                                                                                        | ジョン・エルテール・デュポン        | アカデミー賞主演男優賞ノミネート ゴールデングローブ賞 映画部門: 主演男優賞ノミネート MTVムービー・アワード: 最優秀変身賞ノミネート | 飛田展男                                    |
| 2014 | アレクサンダーの、ヒドクて、ヒサンで、サイテー、サイアクな日 Alexander and the Terrible, Horrible, No Good, Very Bad Day | ベン・クーパー                      | 日本劇場未公開 キッズ・チョイス・アワード 映画部門: 主演男優賞ノミネート                                                           | （吹き替え版なし）                          |
| 2015 | ミニオンズ Minions | フェロニアス・グルー（幼少期）      | 声の出演 カメオ出演 | 笑福亭鶴瓶                                  |
| 2015 | ハンズ・オブ・ラヴ 手のひらの勇気 Freeheld                                                                               | スティーブン                        | 日本公開は2016年11月 | （吹き替え版なし）                          |
| 2015 | マネー・ショート 華麗なる大逆転 The Big Short                                                                            | マーク・バウム                      | | 飛田展男                                    |
| 2016 | カフェ・ソサエティ Café Society                                                                                          | フィル                              | | （吹き替え版なし）                          |
| 2017 | 怪盗グルーのミニオン大脱走 Despicable Me 3                                                                               | フェロニアス・グルー ドルー・グルー | 声の出演 | 笑福亭鶴瓶（グルー） 生瀬勝久（ドルー）     |
| 2017 | バトル・オブ・ザ・セクシーズ Battle of the Sexes                                                                         | ボビー・リッグス                    | | 島田敏                                      |
| 2017 | 30年後の同窓会 Last Flag Flying                                                                                          | ラリー・シェパード（ドク）          | | （吹き替え版なし）                          |
| 2018 | ビューティフル・ボーイ Beautiful Boy                                                                                     | デヴィッド・シェフ                  | | 飛田展男                                    |
| 2018 | バイス Vice | ドナルド・ラムズフェルド            | | 岩崎ひろし                                  |
| 2018 | マーウェン Welcome to Marwen                                                                                             | マーク・ホーガンキャンプ            | | 堀内賢雄                                    |
| 2020 | スイング・ステート Irresistible                                                                                          | ゲイリー・ジマー                    | | 飛田展男                                    |
| 2022 | ミニオンズ フィーバー Minions: The Rise of Gru                                                                           | グルー                              | 声の出演 | 笑福亭鶴瓶                                  |
| 2023 | アステロイド・シティ Asteroid City                                                                                       | モーテルの支配人                    | | 飛田展男                                    |
| 2024 | ブルー きみは大丈夫 IF                                                                                                   | ブルー                              | 声の出演 | 宮田俊哉                                    |
| 2024 | 怪盗グルーのミニオン超変身 Despicable Me 4                                                                               | グルー                              | 声の出演 | 笑福亭鶴瓶                                  |

### テレビ
| 年              | 日本語題 原題                                | 役名                 | 備考                                                 | 吹き替え           |
| --------------- | -------------------------------------------- | -------------------- | ---------------------------------------------------- | ------------------ |
| 1996-2011       | サタデー・ナイト・ライブ Saturday Night Live | Gary                 | 声の出演 計13話出演                                  | N/A                |
| 2005-2011, 2013 | ジ・オフィス The Office                      | マイケル・スコット   | 計149話出演 計2話脚本 計3話監督                      | （吹き替え版なし） |
| 2011            | 人生短し… Life's Too Short                   | 本人                 | 第1シーズン第4話「スティーヴ・カレルとスカイプする」 | （吹き替え版なし） |
| 2012            | ザ・シンプソンズ The Simpsons                | ダン・ギリック       | 声の出演 第24シーズン第5話「Penny-Wiseguys」         | （吹き替え版なし） |
| 2013            | ウェブセラピー Web Therapy                   | ジャクソン・ピケット | 計3話出演                                            |                    |
| 2016-2019       | アンジー・トライベッカ Angie Tribeca         | N/A                  | 原案・製作総指揮・脚本・監督                         | N/A                |
| 2019            | The Kelly Clarkson Show                      | 本人                 | 計1話出演                                            | N/A                |
| 2019-2021       | ザ・モーニングショー The Morning Show        | ミッチ・ケスラー     | 計13話出演                                           | 斧アツシ           |
| 2020-2022       | スペース・フォース Space Force               | マーク・ネアード     | 計17話出演 兼原案・製作総指揮                        | 島田敏             |
| 2022            | その患者、シリアルキラー The Patient         | アラン・ストラウス   | ミニシリーズ 兼製作総指揮                            | （吹き替え版なし） |
| 2025            | フォー・シーズンズ The Four Seasons          | ニック               | 計8話出演                                            | 駒谷昌男           |
| 2025            | マウンテンヘッド Mountainhead                | ランダル             | HBOテレビ映画                                        | （吹き替え版なし） |

## 日本語吹き替え
主に担当しているのは、以下の二人である。
島田敏
『40歳の童貞男』で初担当。最も多く吹き替えており、『無ケーカクの命中男/ノックトアップ』にカレルが本人役でカメオ出演した際にも吹き替えを担当した。
飛田展男
『奇人たちの晩餐会 USA』で初担当。島田の次に多く吹き替えている。
この他にも、岩崎ひろし、堀内賢雄、郷田ほづみ、安原義人、内田夕夜なども声を当てている。
また、『怪盗グルー』シリーズに限っては笑福亭鶴瓶が吹き替えを担当している。

## 参照
1. ↑  “Steve Carell”. AlloCiné. 2015年9月21日閲覧。
2. 1 2  “Ancestry.com profile”.   Freepages.genealogy.rootsweb.com. 2012年7月21日閲覧。
3. ↑  Gostin, Nicki (2007年6月22日). “As Nice as He Is mean”. Newsweek 2007年6月30日閲覧。
4. ↑  http://ethnicelebs.com/steve-carell
5. ↑  “The Company – Burpee'S Seedy Theatrical Company”.   Bstcalumni.webs.com. 2012年1月17日時点のオリジナルよりアーカイブ。2012年2月20日閲覧。
6. ↑  Some Famous History Majors Website Retrieved July 21, 2010
7. ↑  “TheDEN [Denison University]”.   Denison.edu. 2011年9月19日時点のオリジナルよりアーカイブ。2012年2月20日閲覧。
8. ↑  “アメリカのテレビ界で最も稼いでいるのは「アメリカン・アイドル」の審査員サイモン・コーウェル”. シネマトゥデイ (2009年11月11日). 2014年6月24日閲覧。
9. ↑  “チャーリー・シーン、クビになってもテレビ界での稼ぎはナンバーワン！-米フォーブス誌”. シネマトゥデイ (2011年10月15日). 2014年6月24日閲覧。
10. ↑  “ゲット スマート”. ワーナー公式. 2021年3月23日閲覧。
11. ↑  “ラブ・アゲイン”. ワーナー公式. 2021年3月23日閲覧。
12. ↑  “怪盗グルーのミニオン危機一発”. ふきカエル大作戦!!. 2021年3月23日閲覧。
13. ↑  “ミニオンズ”. ふきカエル大作戦!! (2015年7月29日). 2021年3月23日閲覧。
14. ↑  “ジュリアン・ムーア「ハンズ・オブ・ラヴ」、恋人役エレン・ペイジと微笑むポスター”. 映画ナタリー. (2016年7月15日) 2016年7月15日閲覧。
15. ↑  “怪盗グルーのミニオン大脱走”. ふきカエル大作戦!! (2017年7月21日). 2021年3月23日閲覧。
16. ↑  “バイス”. VAP. 2021年3月23日閲覧。